# カレンダー (ゴスペラーズの曲)
「カレンダー」は、ゴスペラーズ5作目のシングル。1996年7月1日にキューンミュージックから発売された。

## 解説
表題曲の「カレンダー」はベスト・アルバム『G10』の投票ランキングに39位にランクインしている。 カップリング曲の「Summer Time Romance～MEDLEY」は、山下達郎「RIDE ON TIME」、ラッツ&スター「め組のひと」、ザ・タイガース「シーサイド・バウンド」、The Beach Boys「FUN FUN FUN」、The Drifters『UNDER THE BOARDWALK』、大滝詠一「君は天然色」以上6曲から構成されるカバー・ソング・メドレーとなっている。
発売当初は8cmCDシングルであったが、2002年9月19日の再発売時に現在の仕様にあわせて12cmCDシングルで発売された。

## 収録曲
1. カレンダー［4:52］
  - 作詞：安岡優／作曲：寺田一郎／編曲：田辺恵二
2. Summer Time Romance ～MEDLEY［8:16］
  - 編曲：岩田雅之
    - RIDE ON TIME
      - 作詞・作曲：山下達郎

    - め組のひと
      - 作詞：麻生麗二／作曲：井上大輔

    - シーサイド・バウンド
      - 作詞：橋本淳／作曲：すぎやまこういち

    - FUN FUN FUN
      - 作詞：マイク・ラヴ／作曲：ブライアン・ウィルソン

    - UNDER THE BOARDWALK
      - 作詞・作曲：ケニー・ヤング・アーティ・レスニック

    - 君は天然色
      - 作詞：松本隆／作曲：大瀧詠一
3. カレンダー（オリジナル・カラオケ）［4:51］